# Стернит

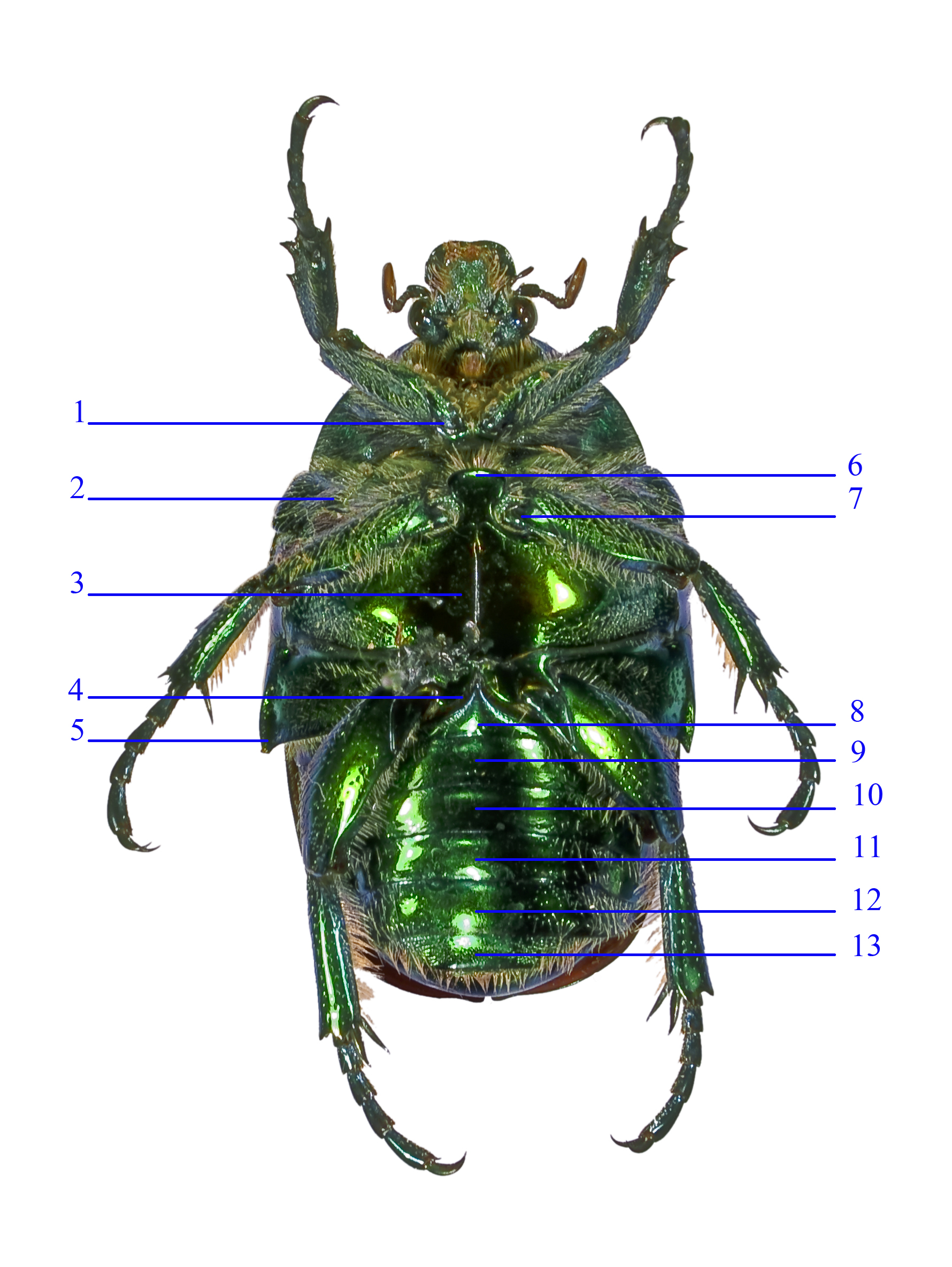
Бронзовка гладкая.
Вид с брюшной стороны

Стерни́т — брюшная склеротизованная часть сегментарного кольца членистоногих. Степень развития стернитов и строение их в разных группах членистоногих различны. Как правило, они несколько меньше (а на сегментах, несущих конечности, нередко значительно меньше), чем склериты спинной части сегмента — тергиты, но в некоторых немногих группах стерниты могут превышать тергиты по размерам. Так, у имаго жуков стерниты брюшка заметно шире тергитов, причём последние погружены во впадину между возвышающимися по бокам краями первых. У имаго многих насекомых с полным превращением (например двукрылых, бабочек, ручейников) основания ног сближены, а находящиеся между ними стерниты погружены внутрь груди и видны только при вскрытии. В этом случае их называют криптостернитами.
Кольцо вокруг основания гениталий самцов комаров является стернитом со спинной стороны. Склеротизованные образования спинной поверхности членистоногих называются тергитами, а боковых — плейритами.